# Mekar Jadi
Mekar Jadi is een bestuurslaag in het regentschap Musi Banyuasin van de provincie Zuid-Sumatra, Indonesië. Mekar Jadi telt 1767 inwoners (volkstelling 2010).